# Джузеппе Санмартіно

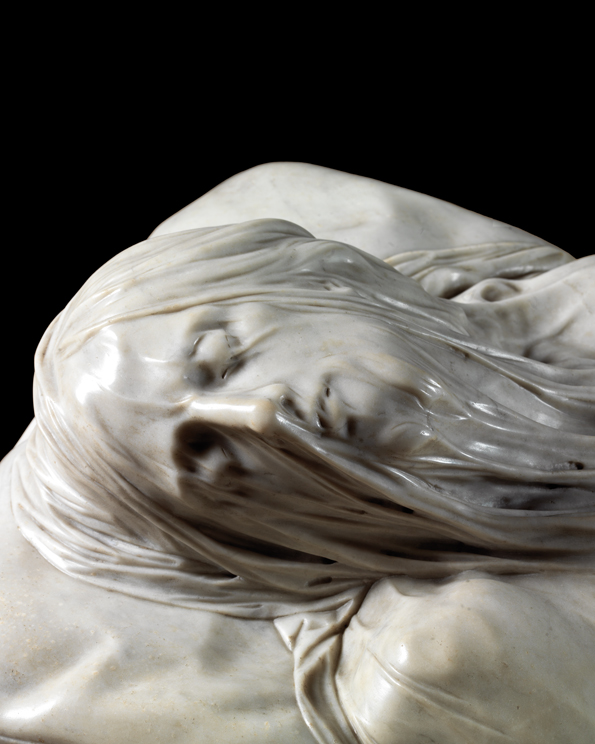
«Христос у савані». Фрагмент

Джузеппе Санмартіно або Джузеппе Саммартіно (італ. Giuseppe Sanmartino, o Sammartino; 1720 —1793) — італійський скульптор періоду рококо. 

## Біографія та творчість
Джузеппе Санмартіно народився в Неаполі. Про нього збереглося мало біографічних даних. Його першою датованою роботою є «Христос у савані» або «Христос, що лежить під плащаницею» (1753). Цю статую було спочатку замовлено венеційському скульпторові Антоніо Коррадіні, але він помер, не виконавши замовлення. Санмартіно вільно інтерпретував ескізи Антоніо, і створив довершену скульптуру, яку можна побачити в каплиці Сан-Северо в Неаполі. 
Статуя «Христос у савані» — витончено неприродна[а], відтворює ефект тонкої вуалі в камені. У тій же каплиці є попередня робота Коррадіні — «Цнотливість» (чи «Скромність»). 
Успішне завершення цієї роботи уможливило для Санмартіно наступні замовлення. Серед них: група св. Августина в неаполітанській церкві Сант-Агостіно-алла-Дзекка, інтер'єр церкви Благовіщення і пам'ятник Філіпу Калабрійському у базиліці Санта-К'яра.  Також він виконував статуї для різдвяних скринь.
Джузеппе Санмартіно помер у Неаполі 12 грудня 1793 року, у віці сімдесяти трьох років.

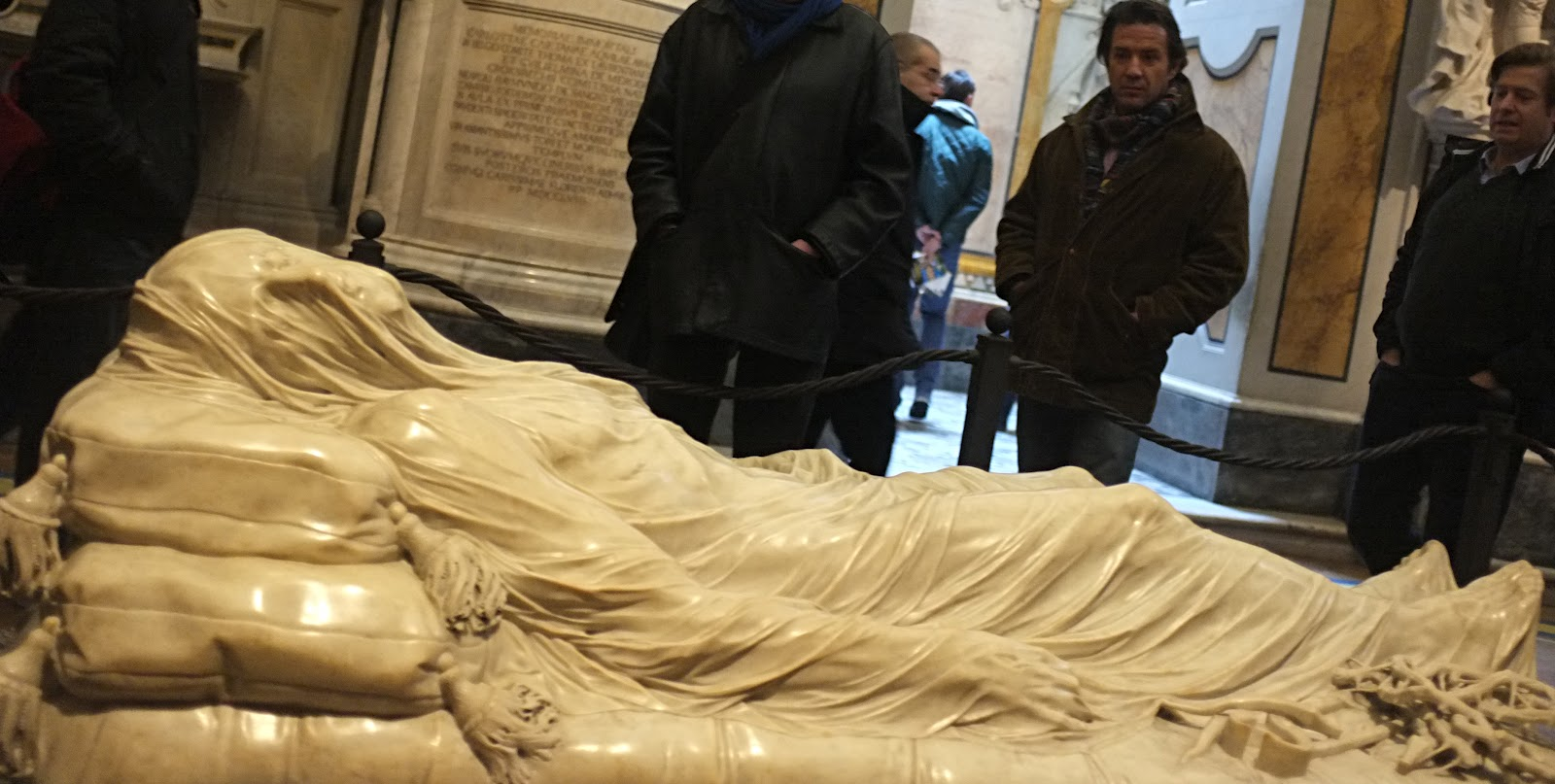
«Христос у савані» (1753)
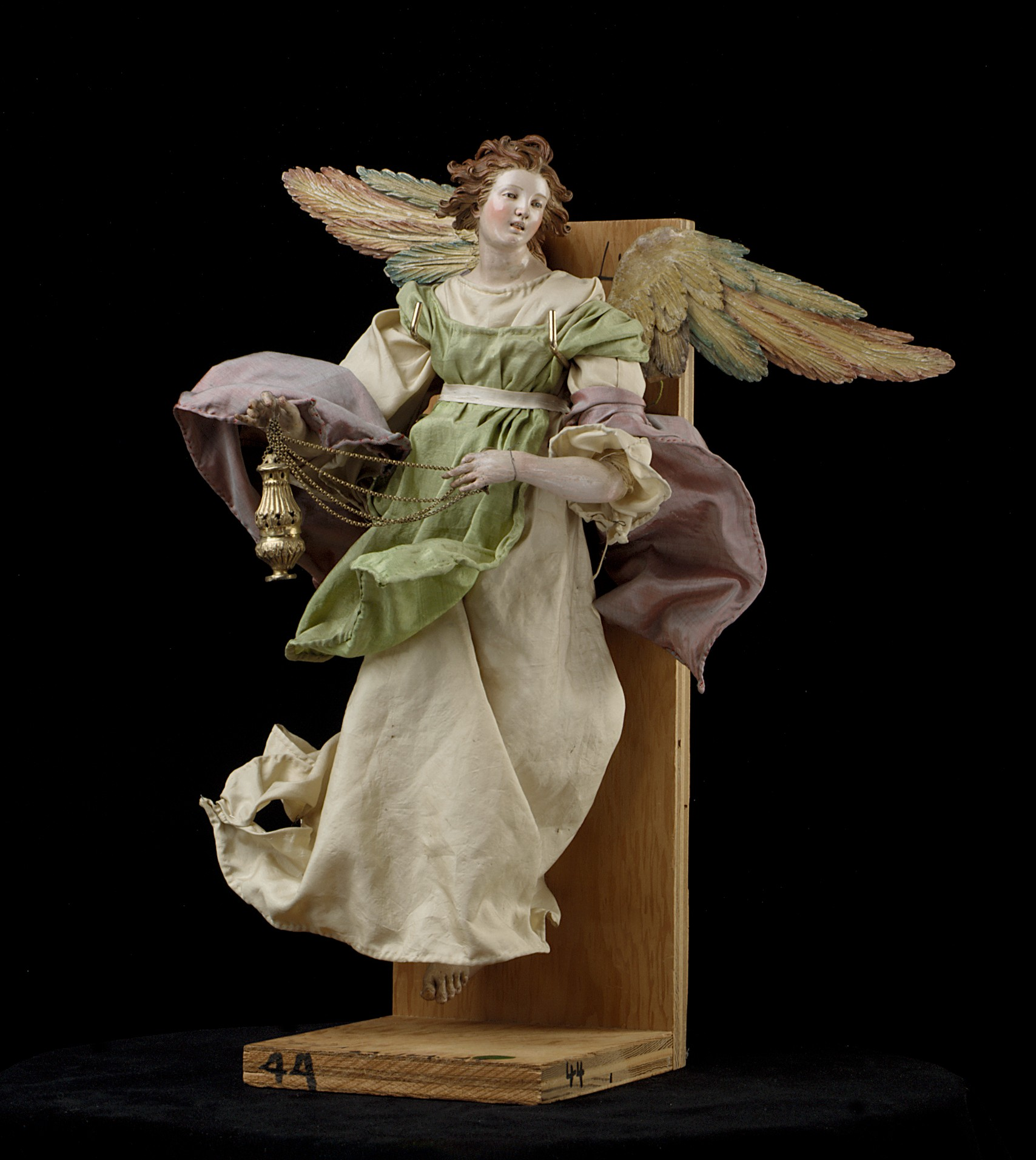
«Ангел»
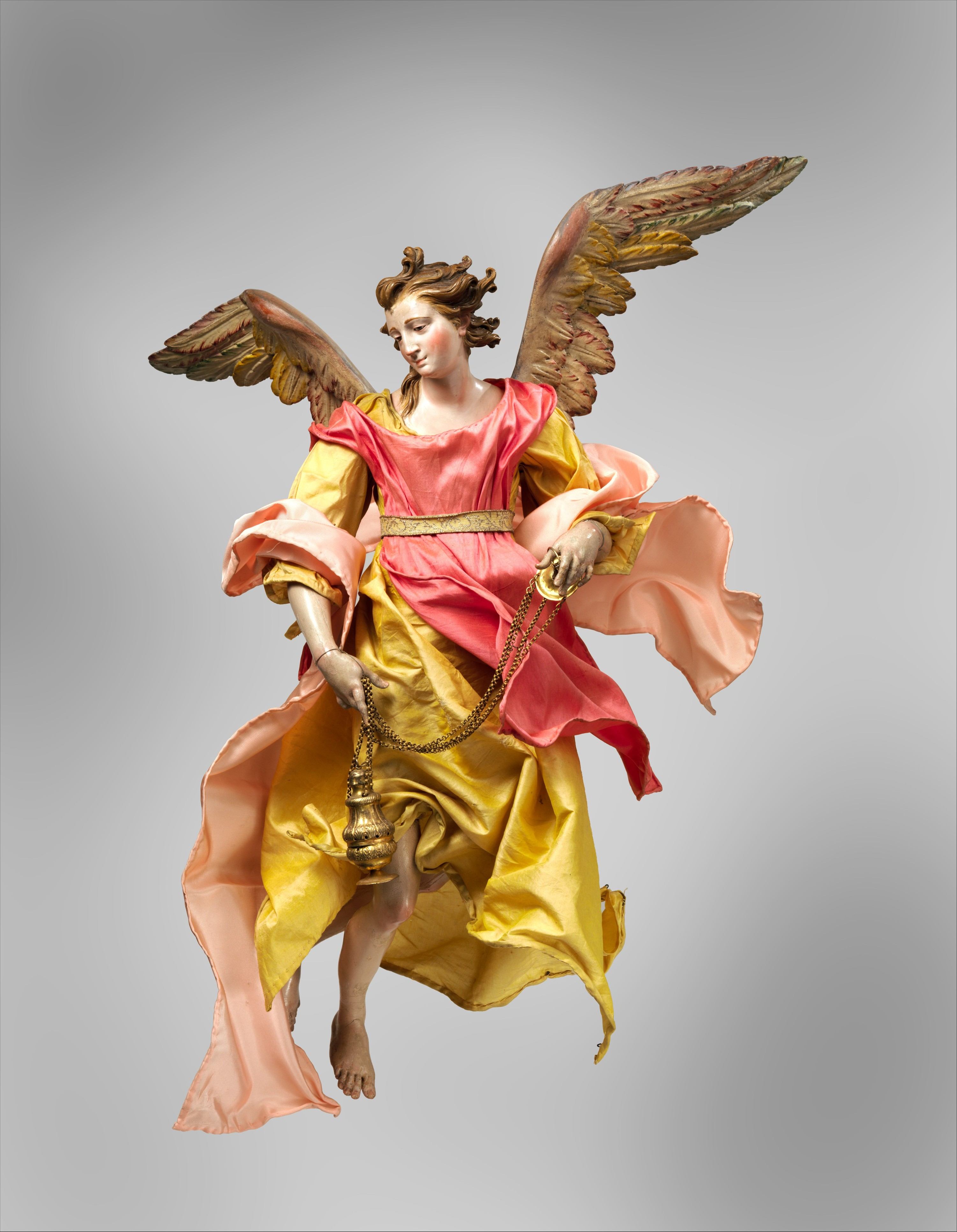
«Ангел»
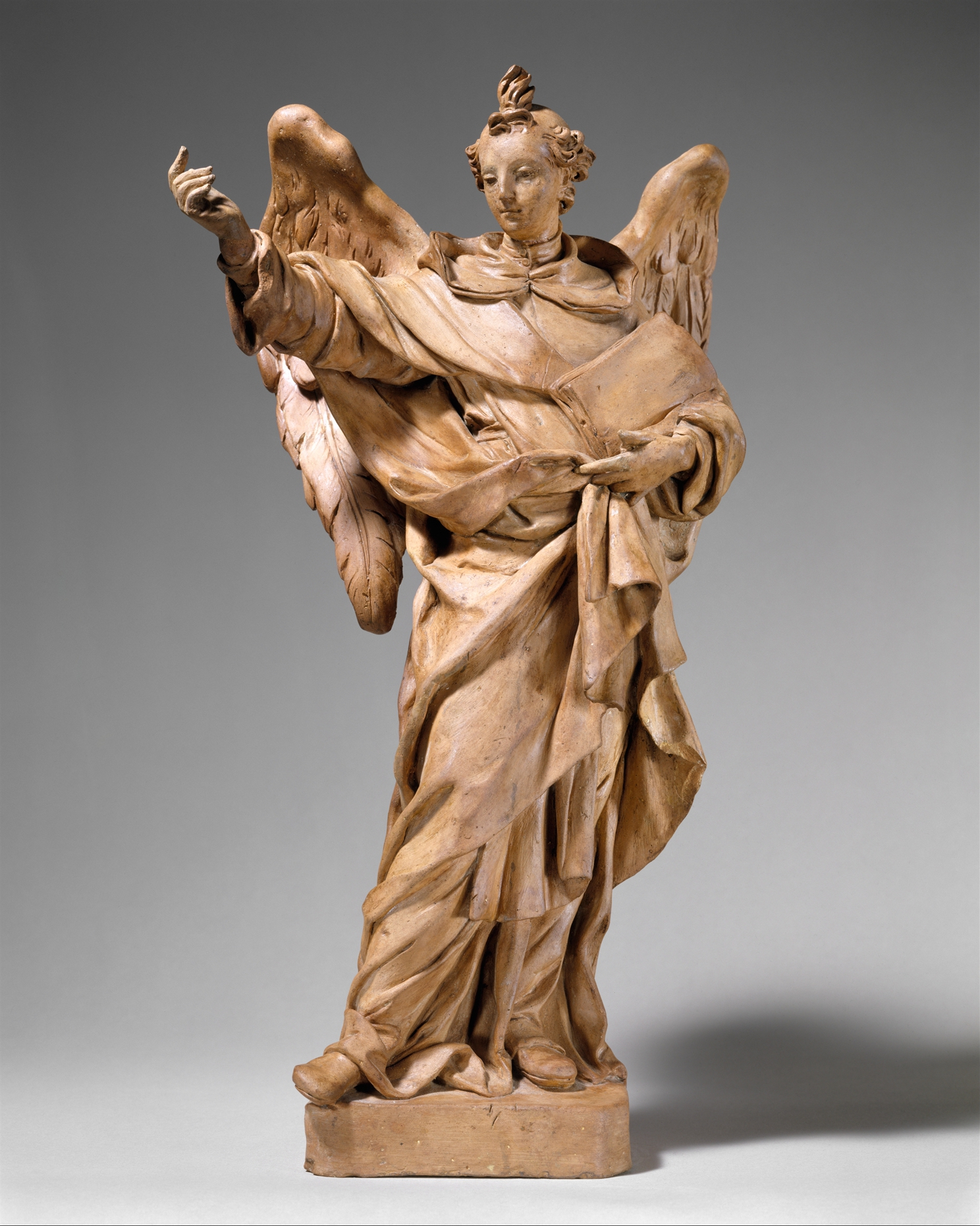
«Вінсент Ферер»

## Виноски
1. 1 2  RKDartists
2. ↑  British Museum person-institution thesaurus
3. ↑  Benezit Dictionary of Artists — OUP, 2006. — ISBN 978-0-19-977378-7
4. ↑  Ferrari O. Sanmartino [Sammartino; San Martino], Giuseppe // Grove Art Online / J. Turner — [Oxford, England], Houndmills, Basingstoke, England, New York: OUP, 2017. — doi:10.1093/GAO/9781884446054.ARTICLE.T075756
5. ↑  MutualArt.com — 2008.
6. ↑  Identifiants et Référentiels — ABES, 2011.
7. ↑  Antonio Corradini's Modesty (англ.) . Swww.wga.hu. Архів оригіналу за 9 січня 2018. Процитовано 15 січня 2019.
8. ↑  Libro XIII dei defunti (1784-1799), fol. 181 v., Parrocchia Santa Maria dell'Avvocata.

## Зовнішні посилання
- Web Gallery of Art [Архівовано 14 листопада 2021 у Wayback Machine.]